# Dülmen
Pour les articles homonymes, voir Dülmen (homonymie).
Dülmen est une ville de Rhénanie-du-Nord-Westphalie (Allemagne) située dans l'arrondissement de Coesfeld (district de Münster, Landschaftsverband de Westphalie-Lippe).

## Géographie
Dülmen accueille un « Army Prepositionned Stocks » (APS, ou stock militaire prépositionné) des forces armées des États-Unis.

## Histoire
| Appartenances historiques Principauté épiscopale de Münster 1180-1802 Comté de Dülmen 1802-1806 Duché d'Arenberg-Meppen 1806-1810 Grand-duché de Berg 1810-1813 Royaume de Prusse (Province de Westphalie) 1815-1871 Empire allemand 1871-1918 République de Weimar 1918-1933 Reich allemand 1933-1945 Allemagne occupée 1945-1949 Allemagne de l'Ouest 1949-1990 Allemagne 1990-présent |

Par le Recès d'Empire de 1803, le comté souverain de Dülmen est donné à Auguste Louis Philippe Emmanuel de Croÿ, le 9e duc de Croÿ, en compensation de la perte du comté de Horn décidée au traité de Lunéville (1801). Le comté est médiatisé en 1806 au profit du duché d'Arenberg-Meppen. Par le Congrès de Vienne en 1815, ce comté est attribué au royaume de Prusse, dans la province de Westphalie. Le château de Dülmen, resté dans la propriété de la Maison de Croÿ, est détruit en 1945.
Le duc Alfred de Croÿ-Dülmen a sauvé le cheval de Dülmen, un mélange entre chevaux sauvages et féraux.

## Personnalités liées à la ville
- Alfred de Croÿ-Dülmen (1789-1861), homme politique mort à Dülmen.
- Franz Bielefeld (1907-1989), homme politique né et mort à Dülmen.

## Jumelages
Charleville-Mézières (France)

 Fehrbellin (Allemagne) (Brandebourg)

## Galerie
(avril 2019).

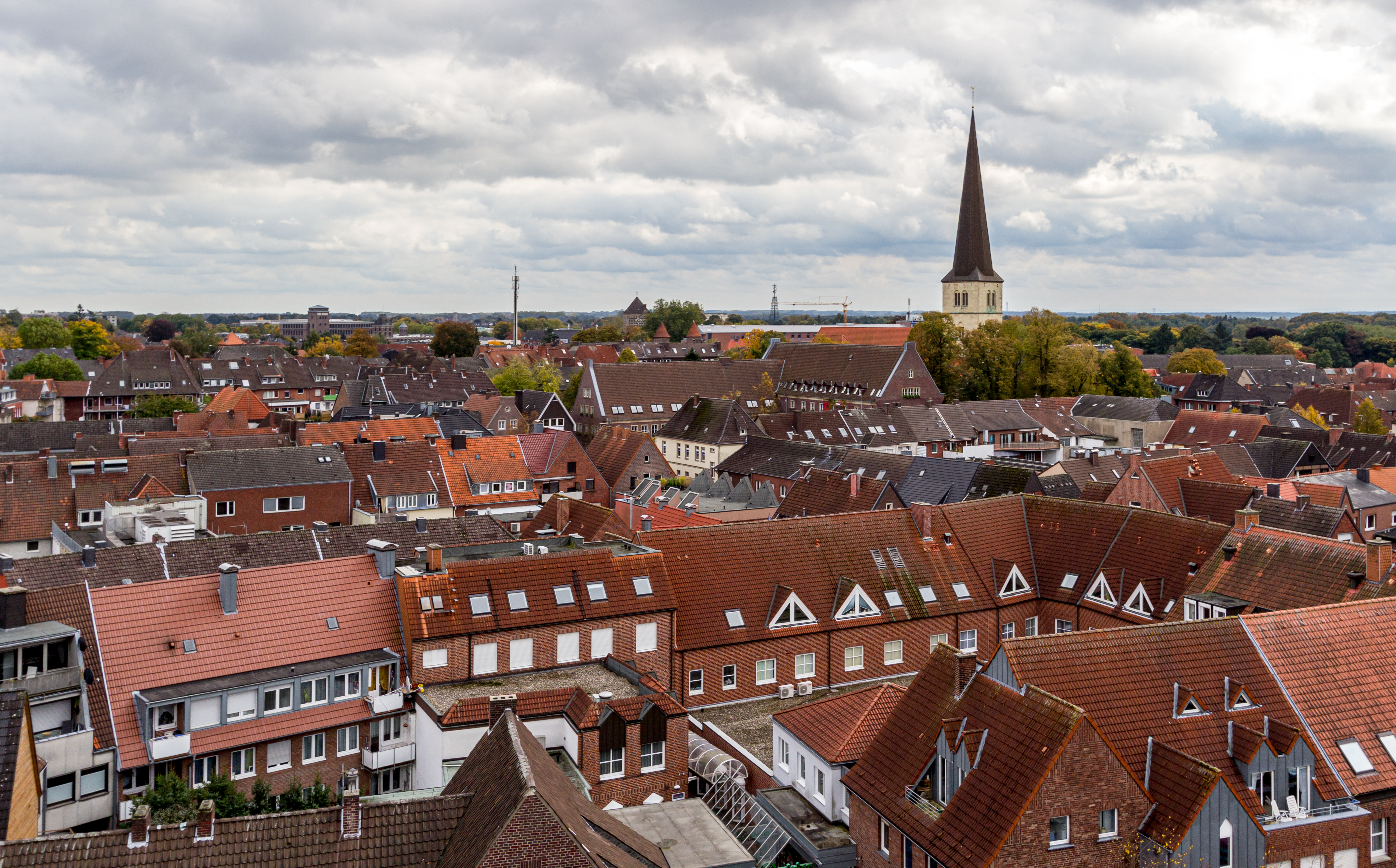
Vue sur les toits près de l'église Saint-Victor.
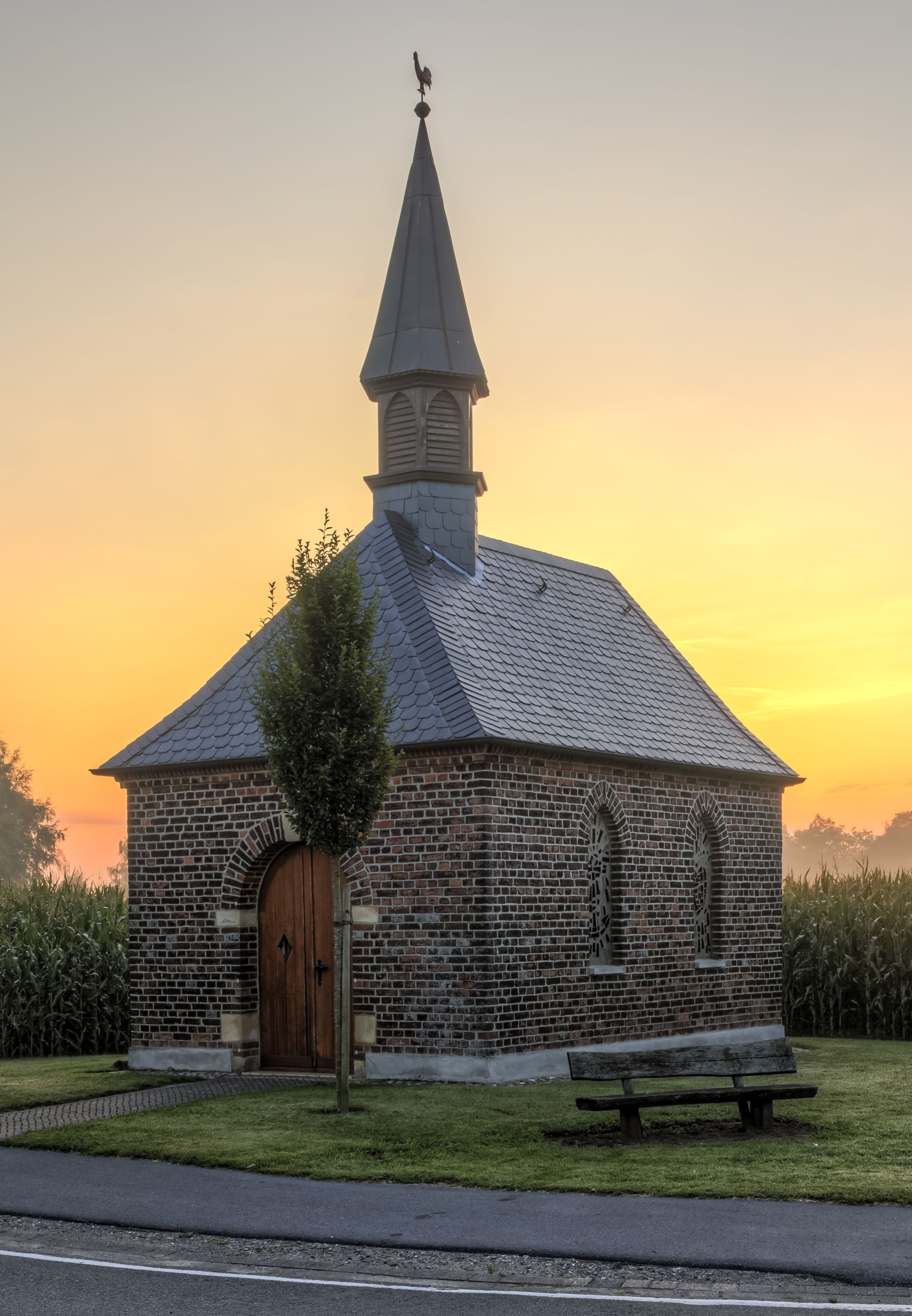
La Chapelle Saint Jean Népomucène de Hiddingsel.
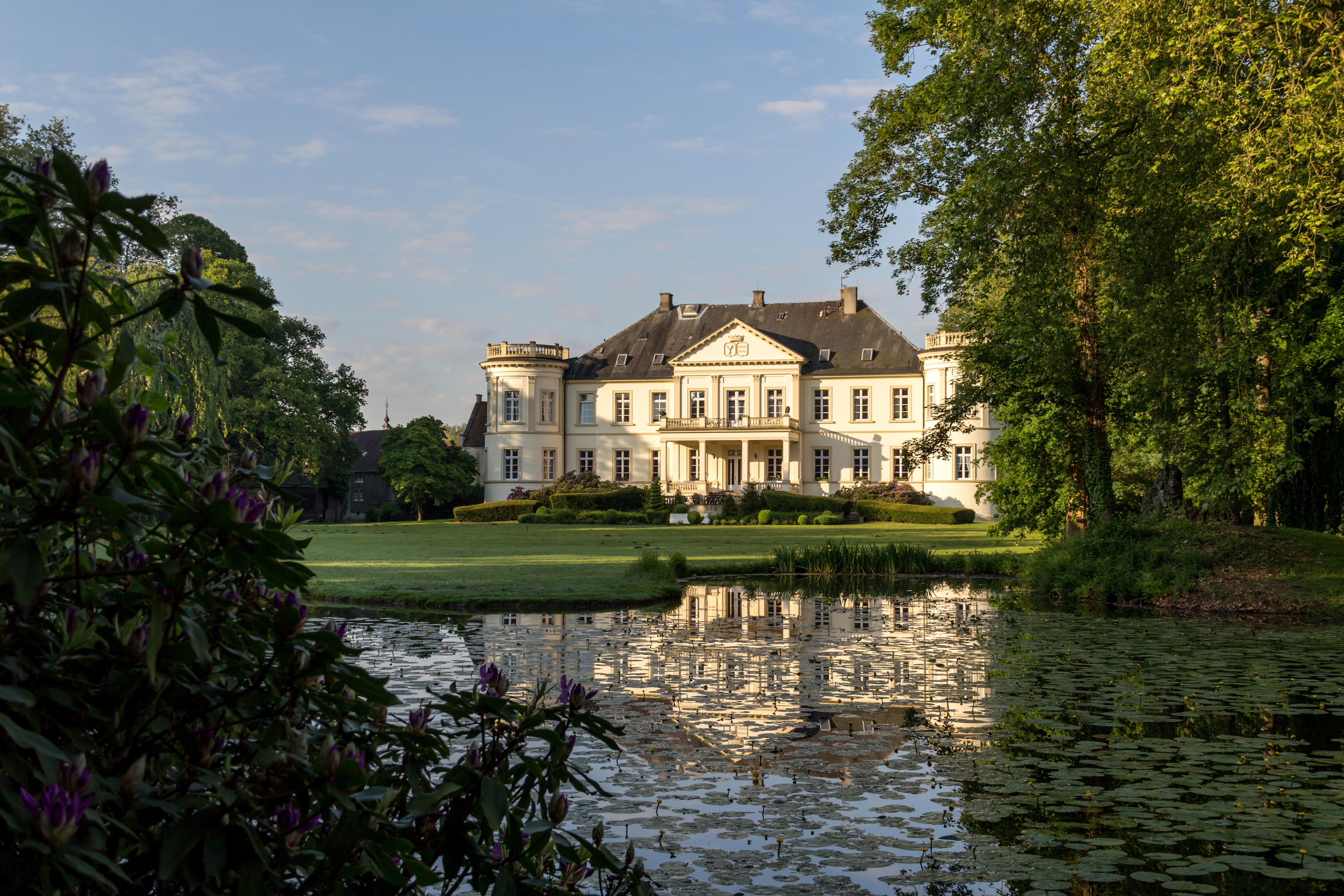
Le château Buldern dans le village de Buldern à Dülmen.
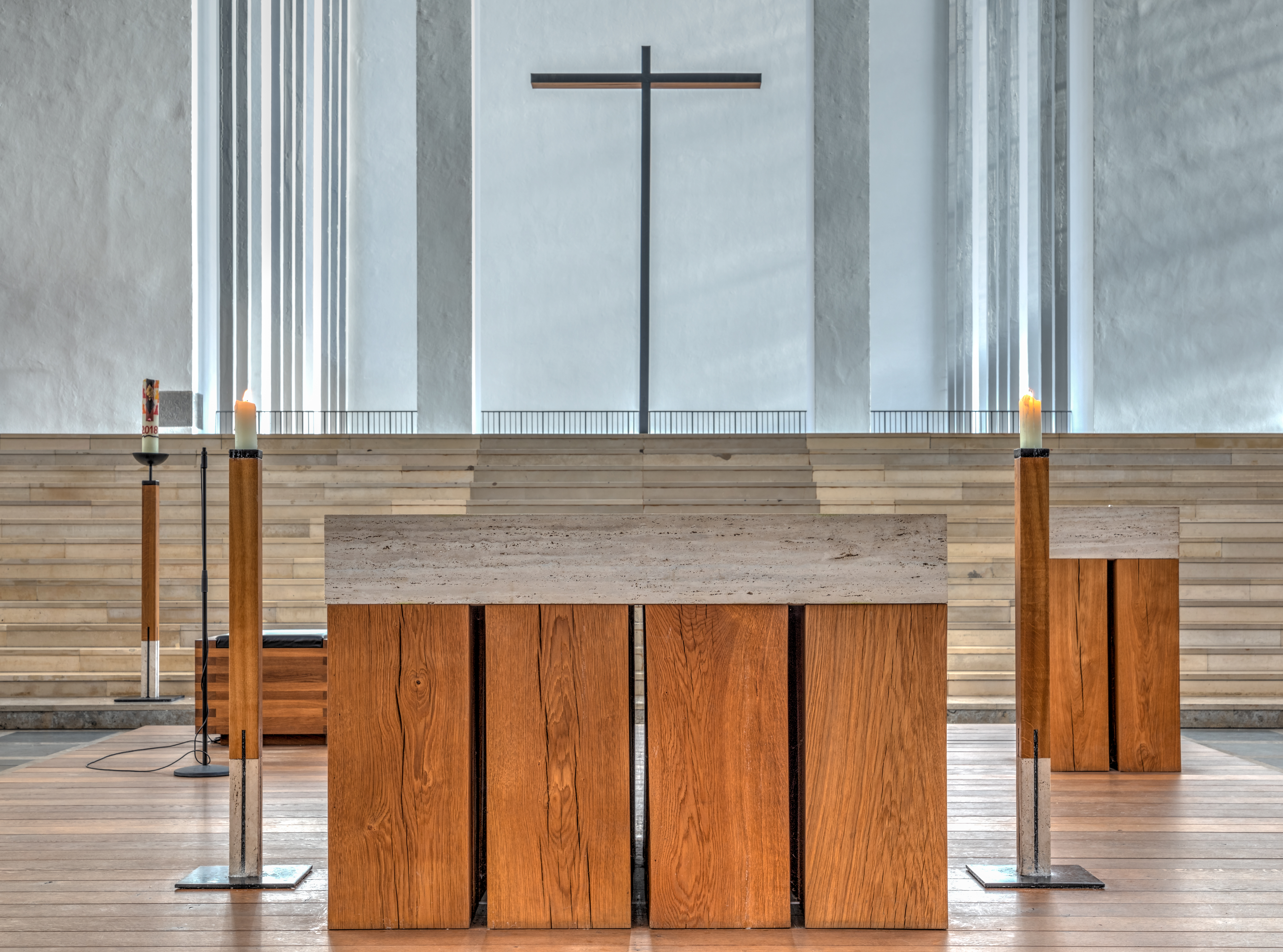
Le chœur de l'église « Heilig-Kreuz-Kirche ».
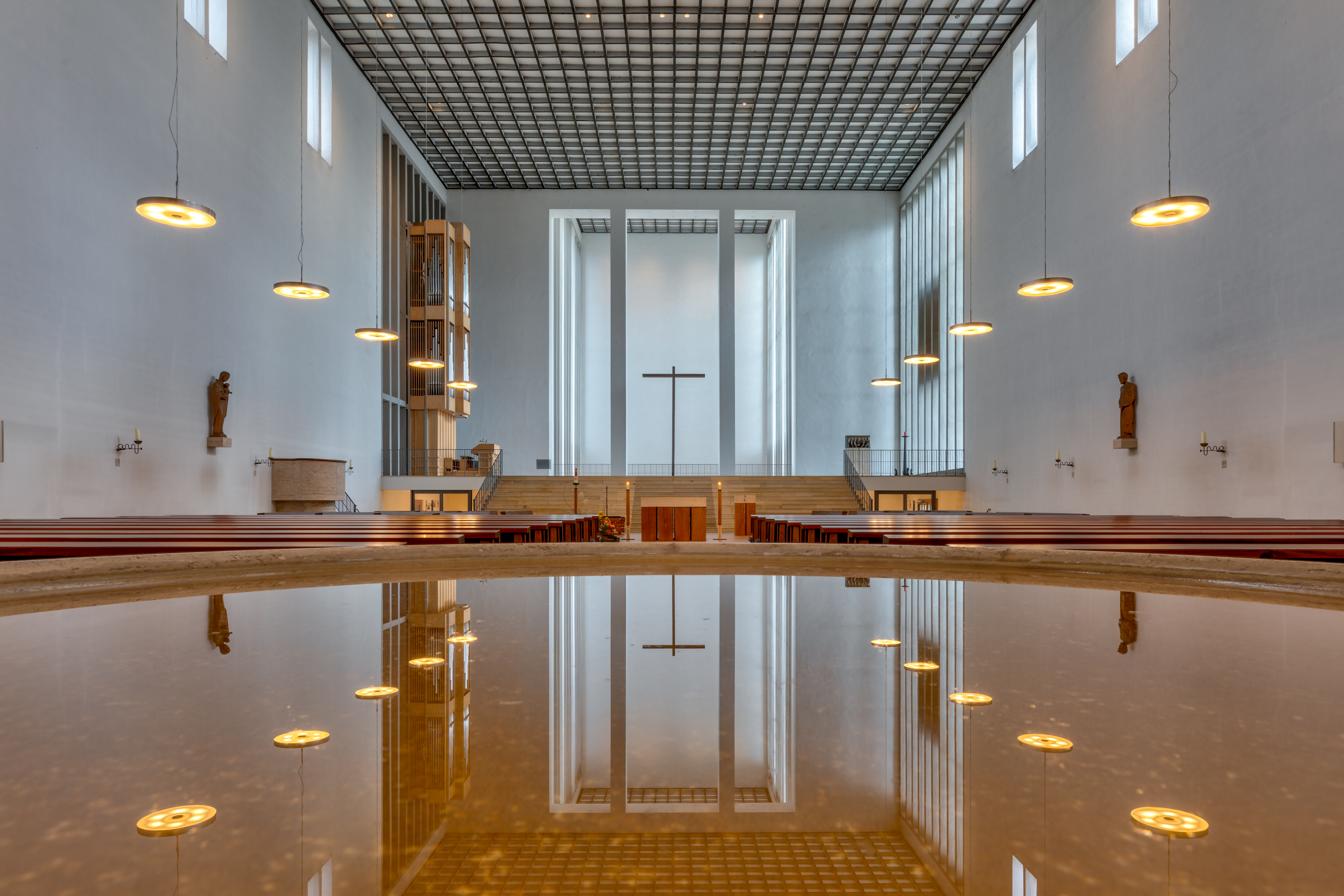
Intérieur de l'église « Heilig-Kreuz-Kirche ».
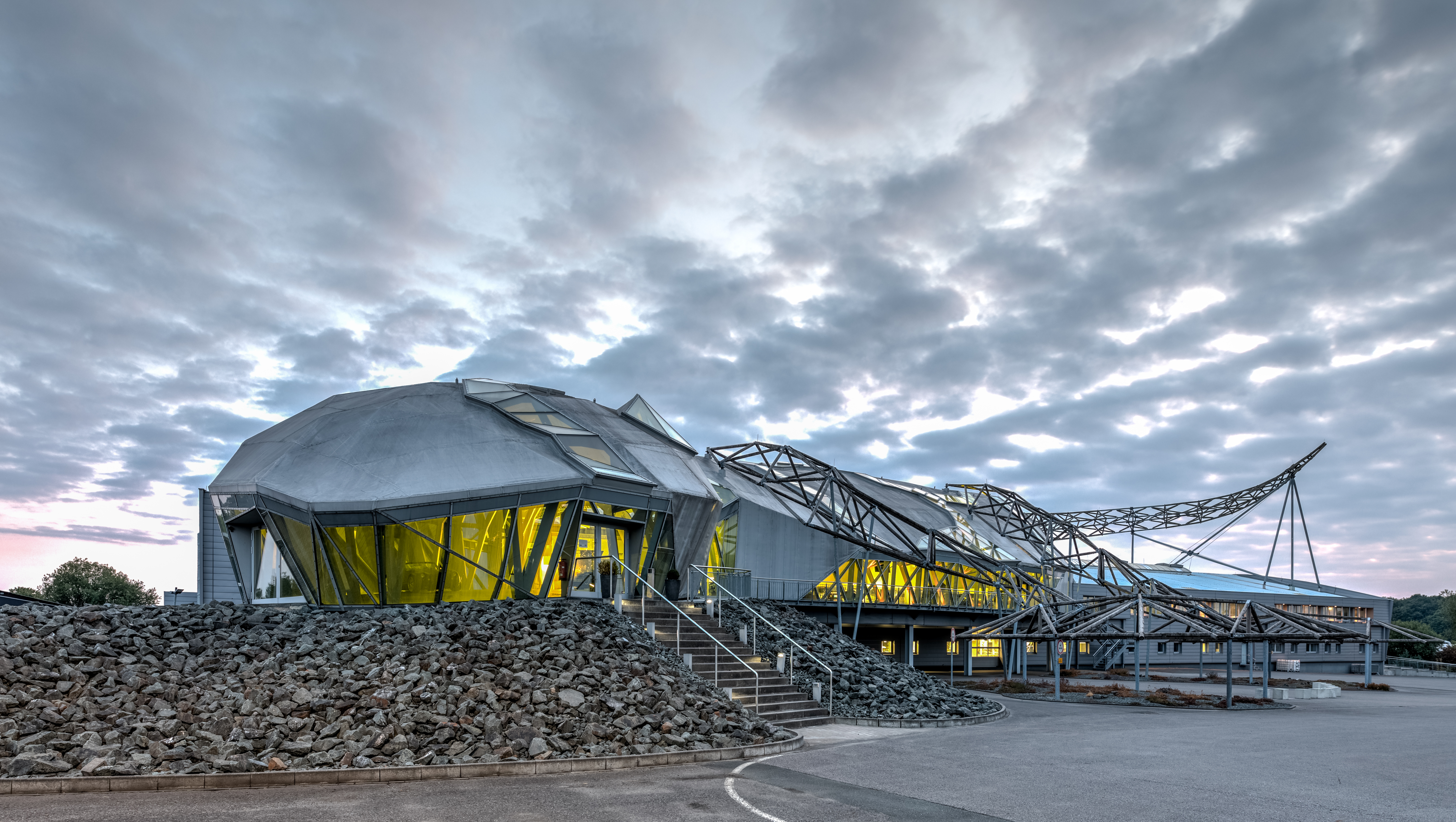
Préparations pour un concert en plein air à Wiesmann Sports Cars, Dülmen (2018).
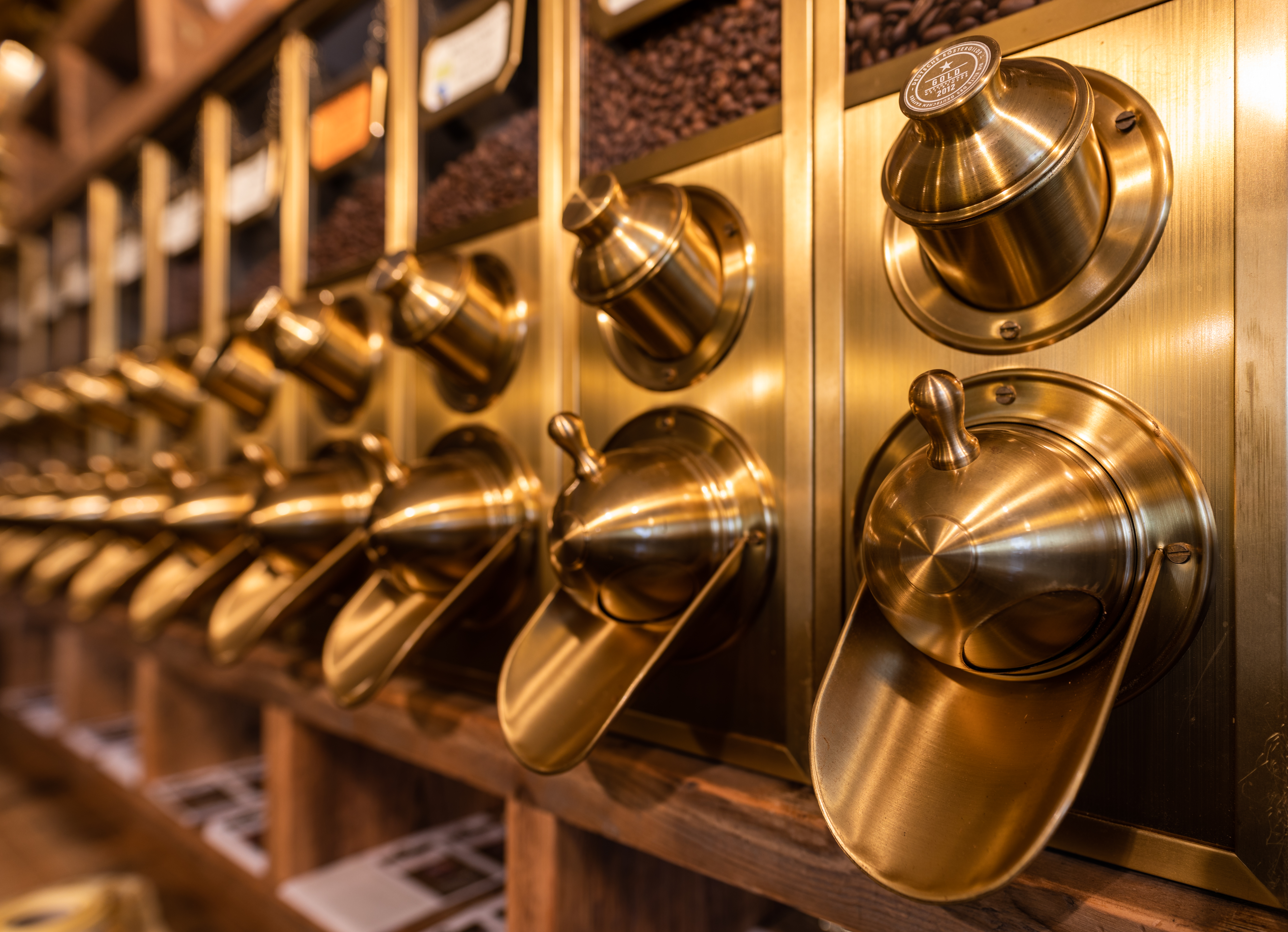
Distributeurs de café de l'entreprise Schröers Privatrösterei, (2018).
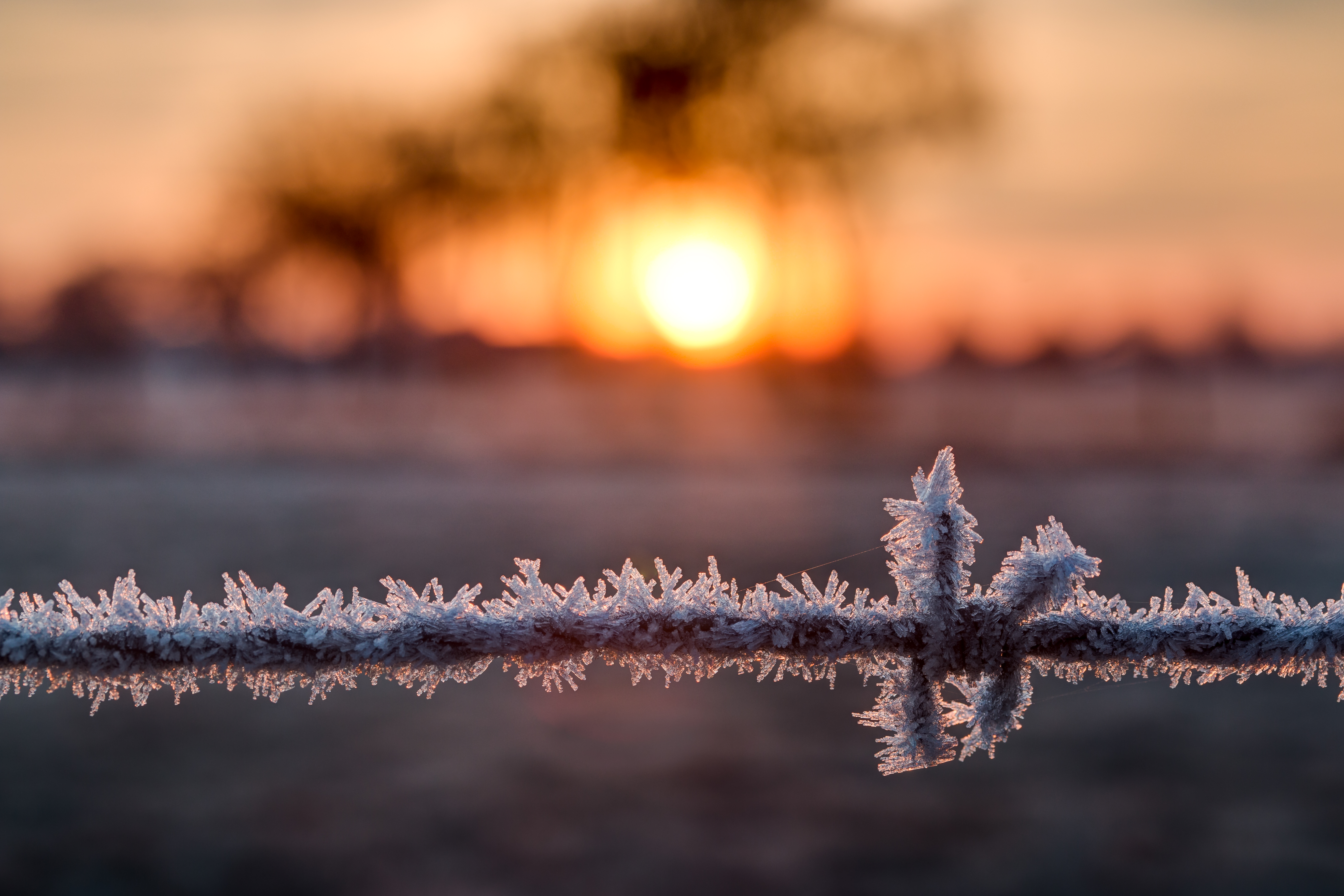
Jeu de gel sur des barbelés rue Strandbadweg.
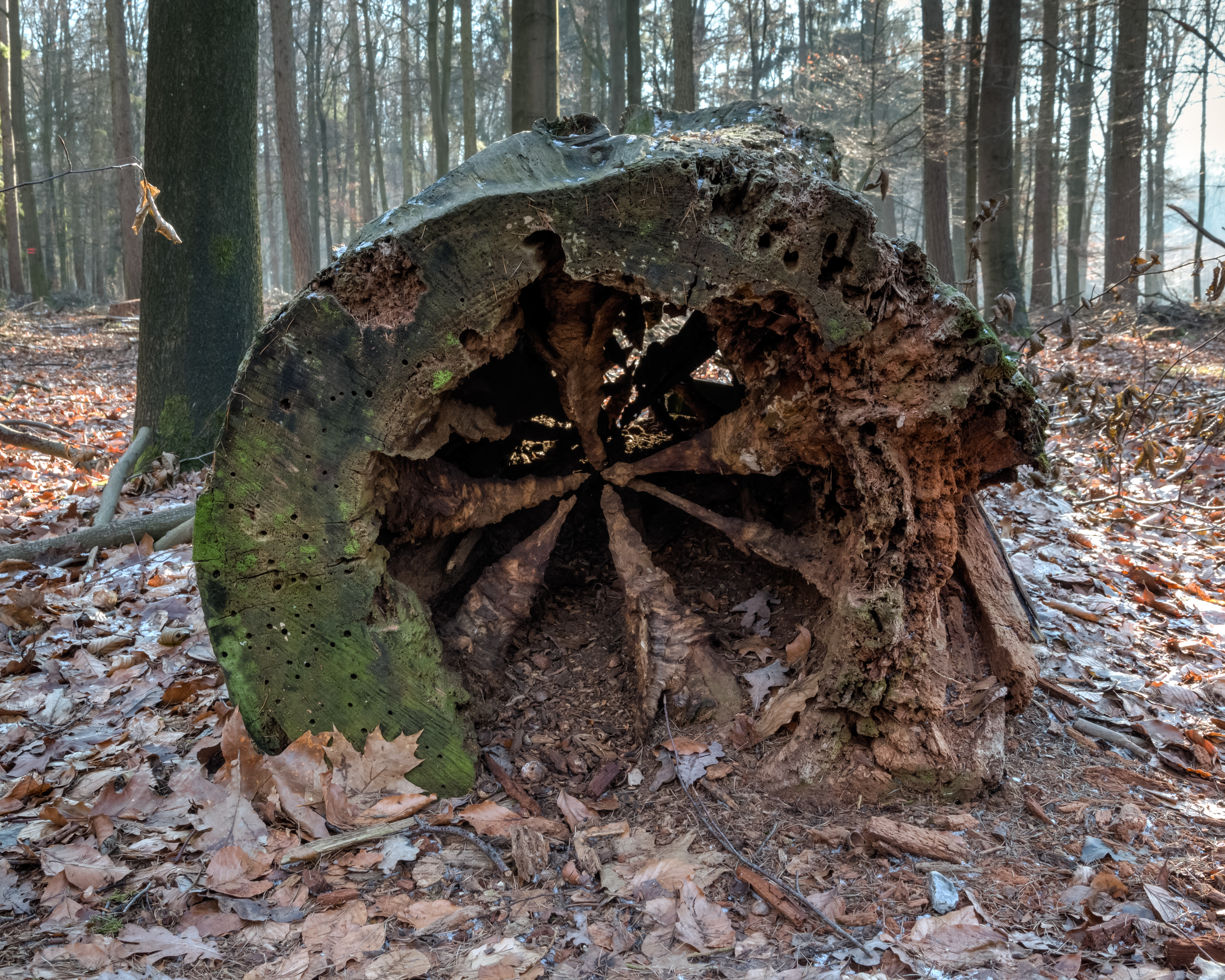
Une souche abandonnée dans un parc de Dülmen.

Église St Viktor
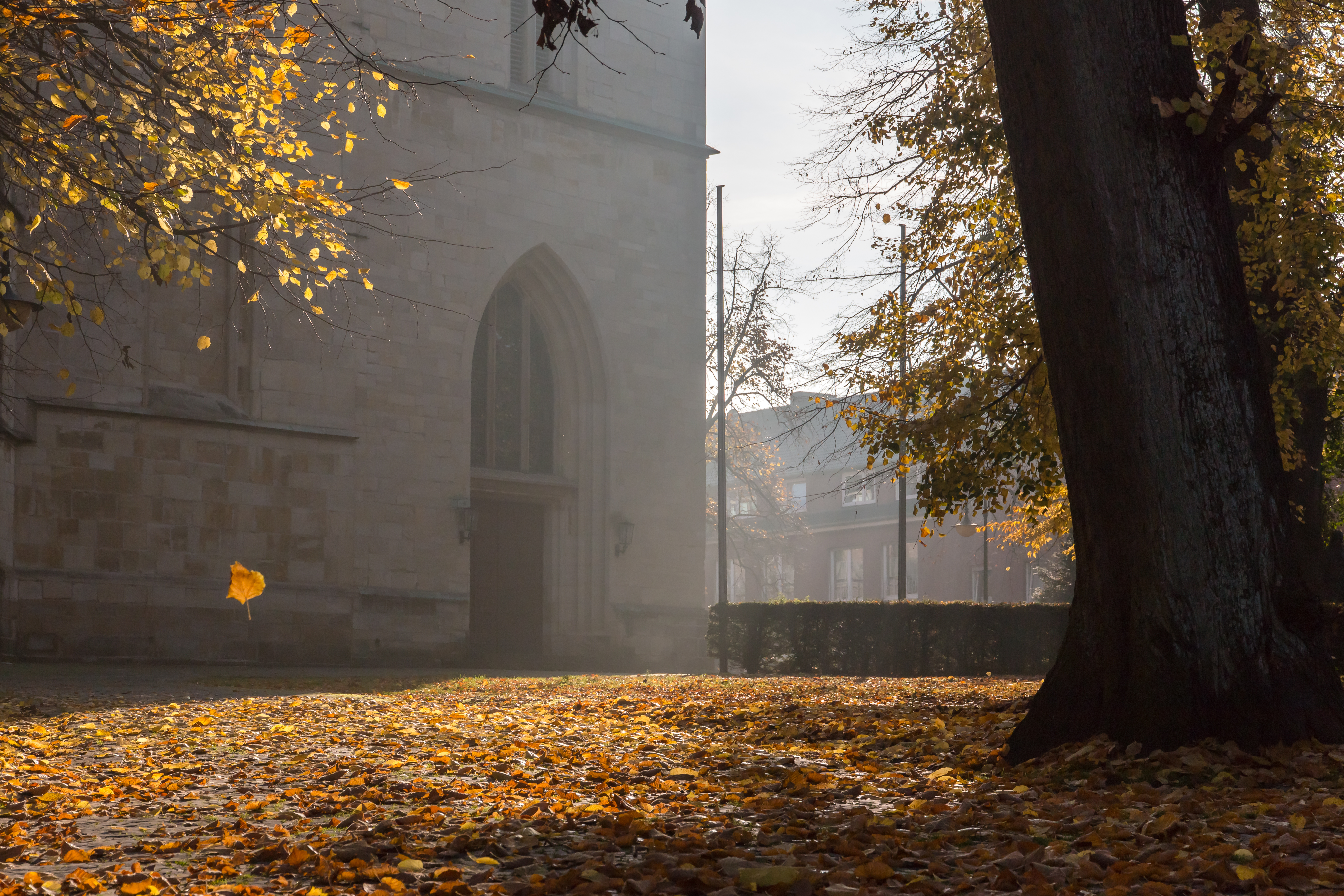
L'entrée (2015).
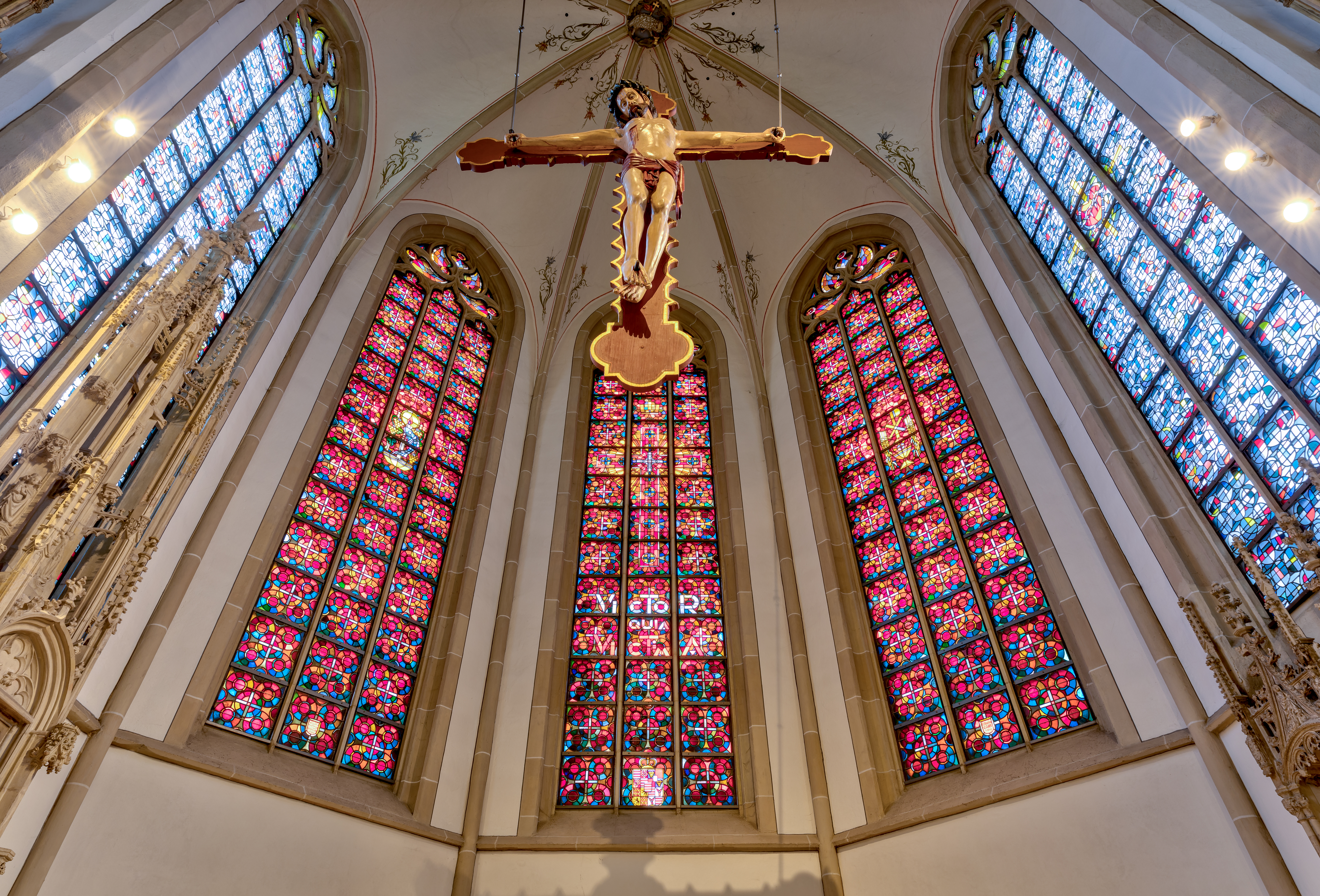
Crucifix dans l'église (2018).
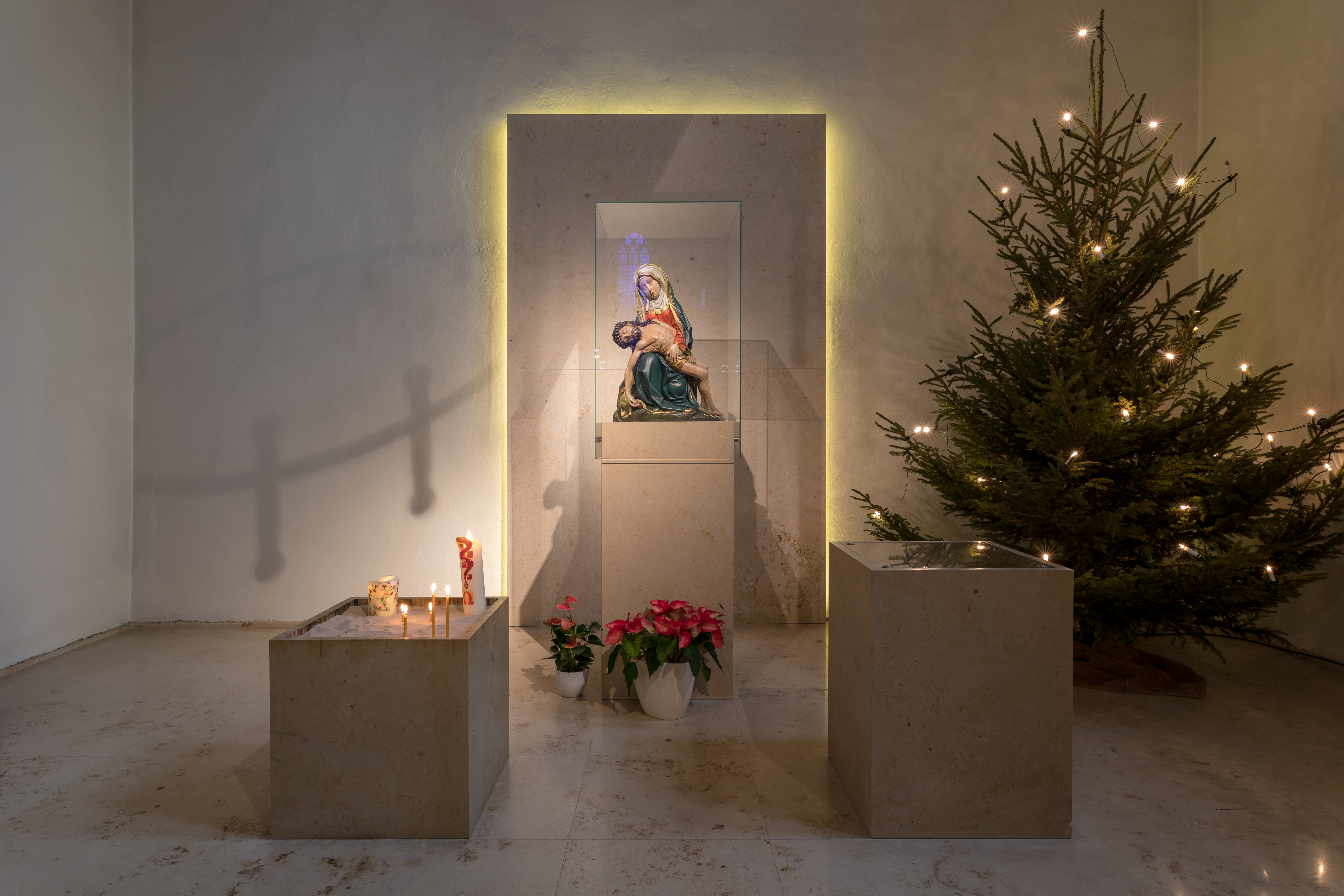
La chapelle intérieure (2018).
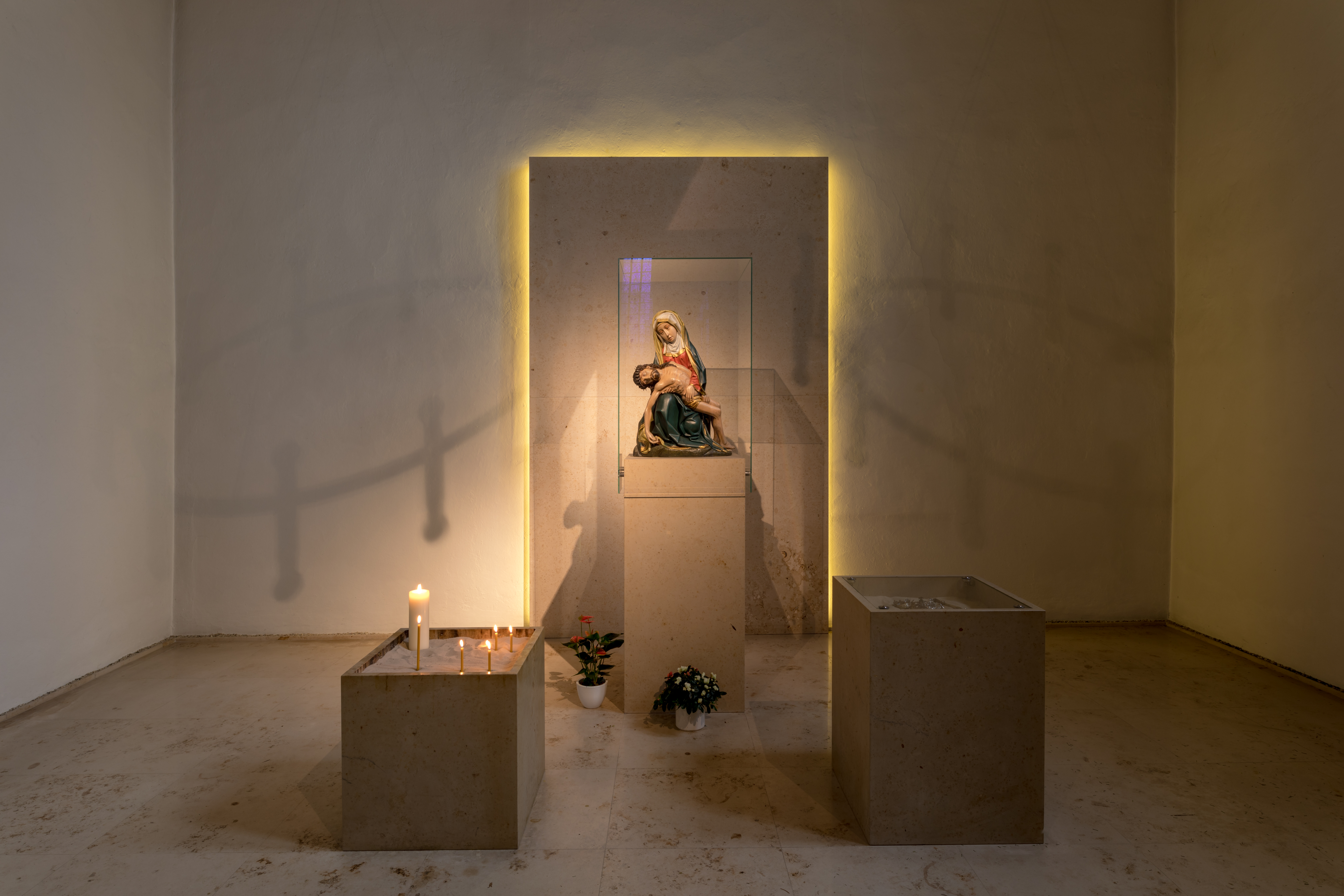
La même sans le sapin (2018).
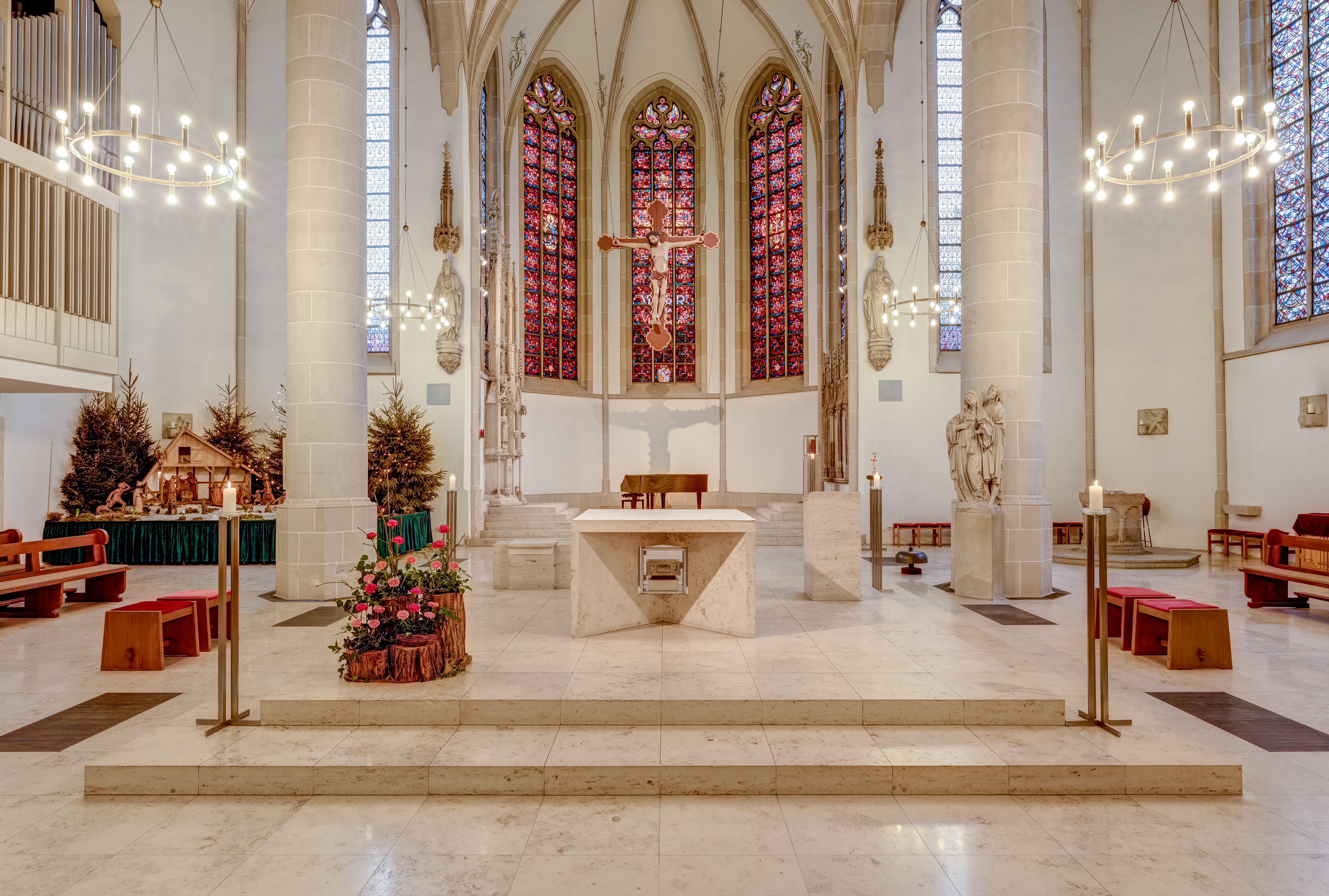
L'autel de l'église (2018).

Village de Kirchspiel
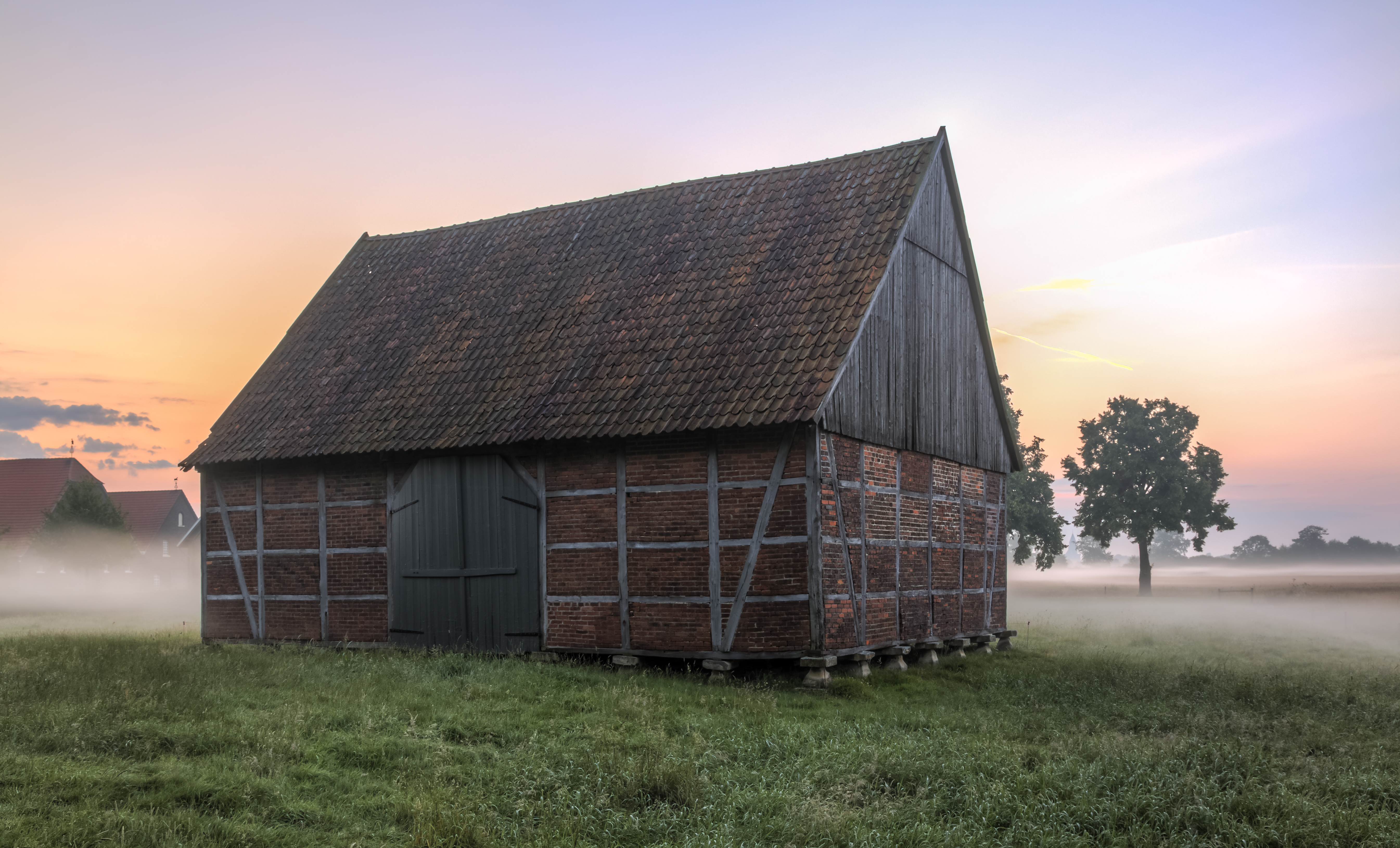
La Grange aux Souris (Mäusescheune) à Rödder, hameau du village de Kirchspiel, à Dülmen.
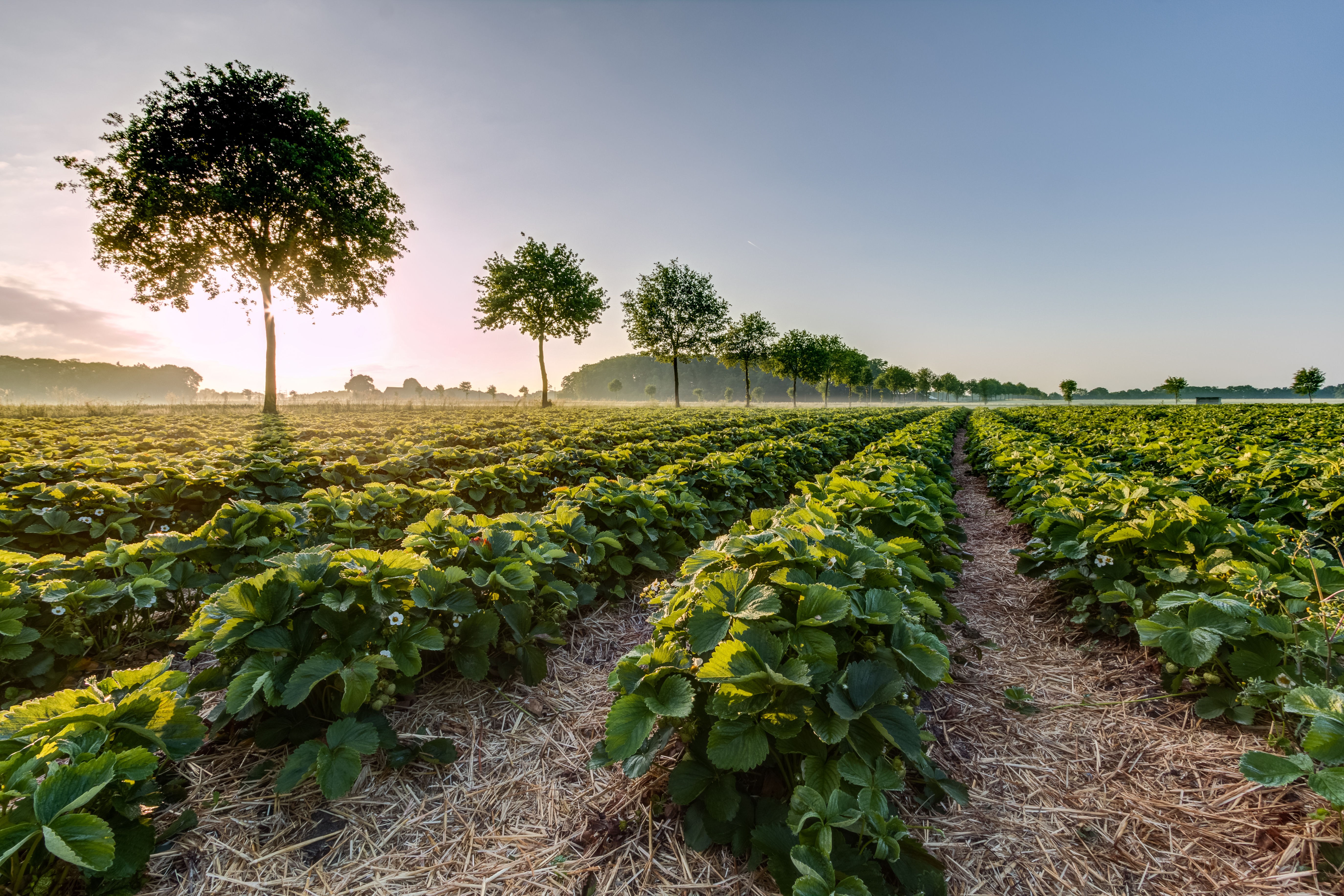
Champ de fraises à Dernekamp, hameau du village de Kirchspiel, à Dülmen.
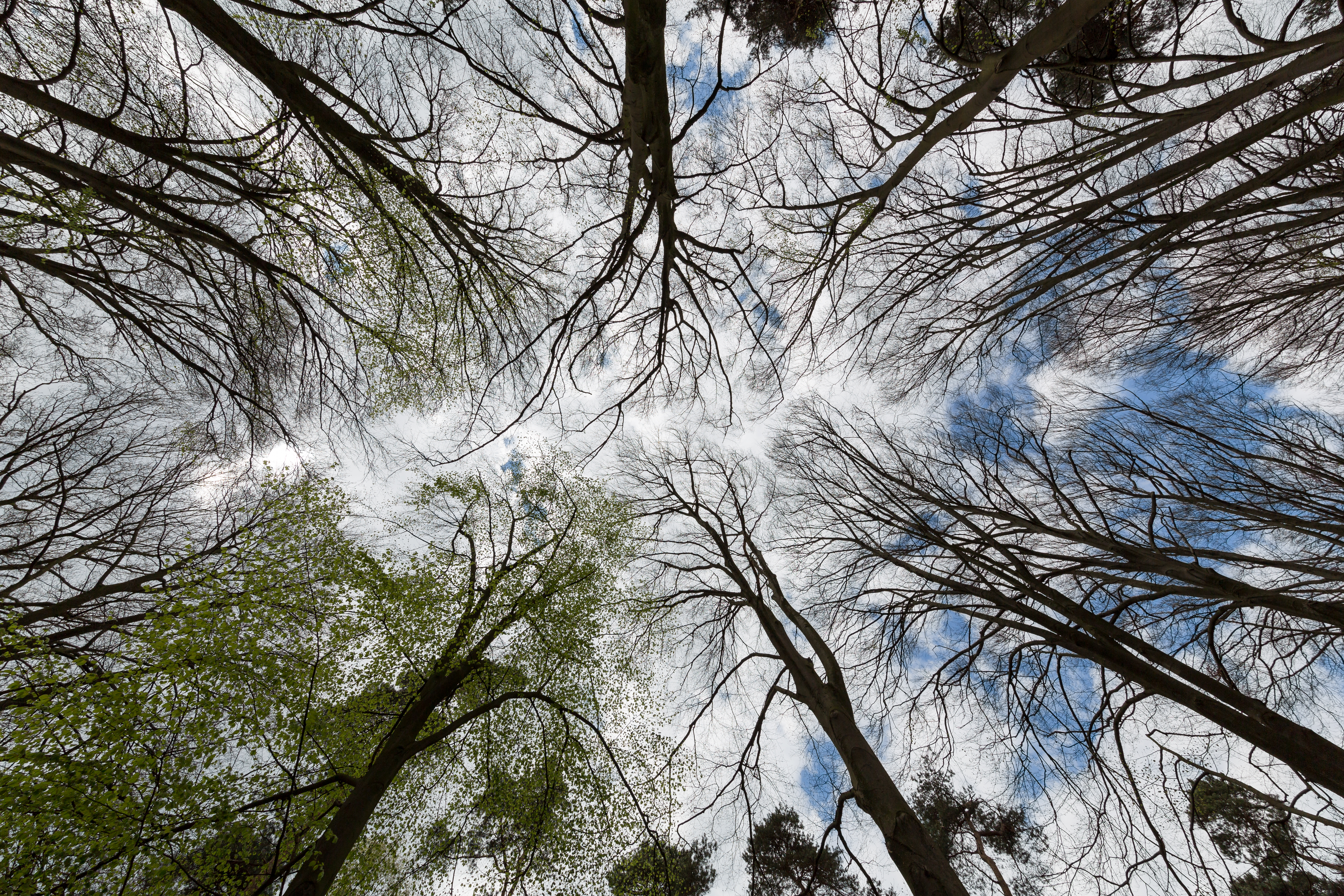
Ciel à travers les arbres.
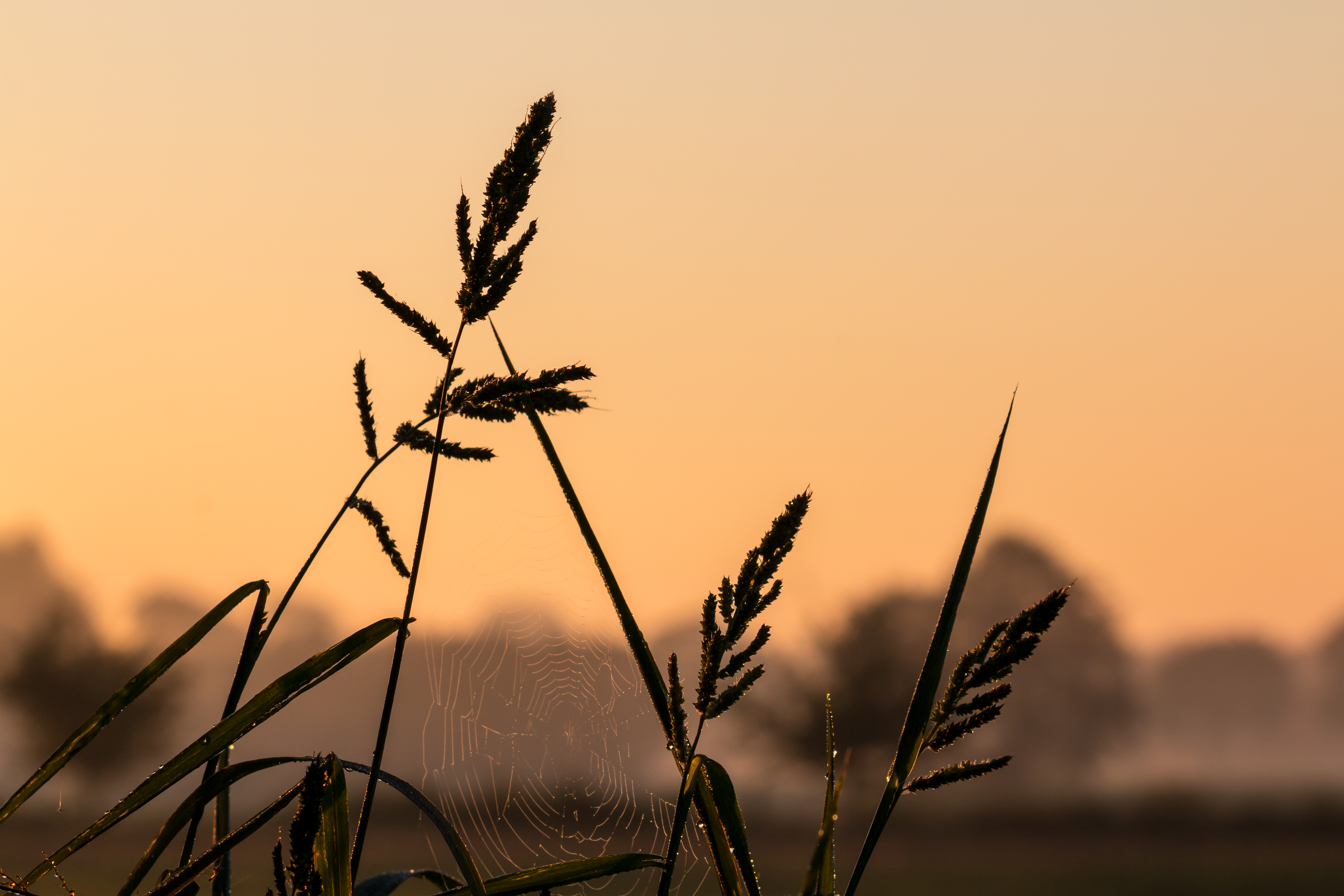
Brins d'herbe et toile d'araignée au lever du Soleil dans le village de Börnste, Kirchspiel, Dülmen.

Parc sauvage à Dülmen
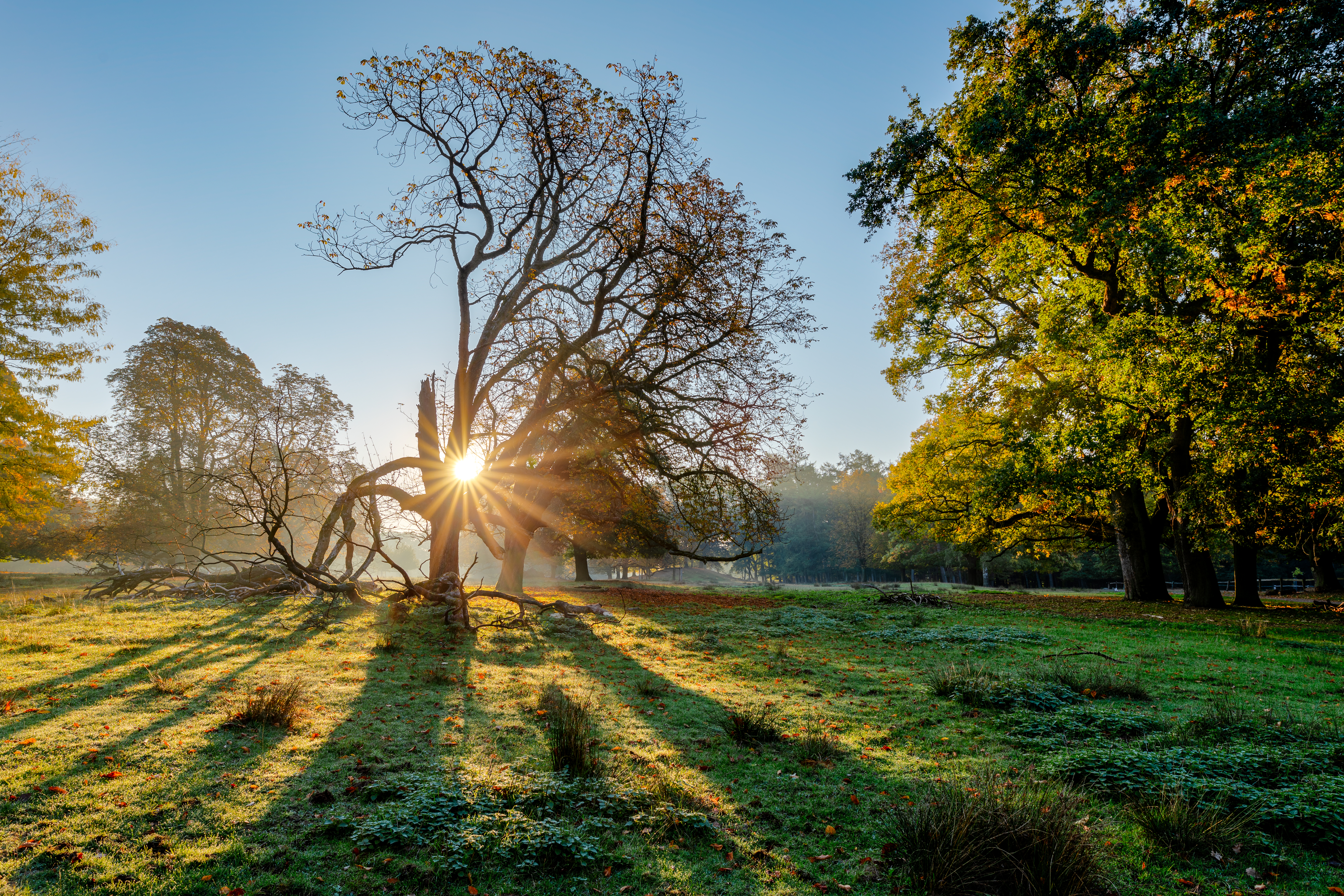
En octobre.
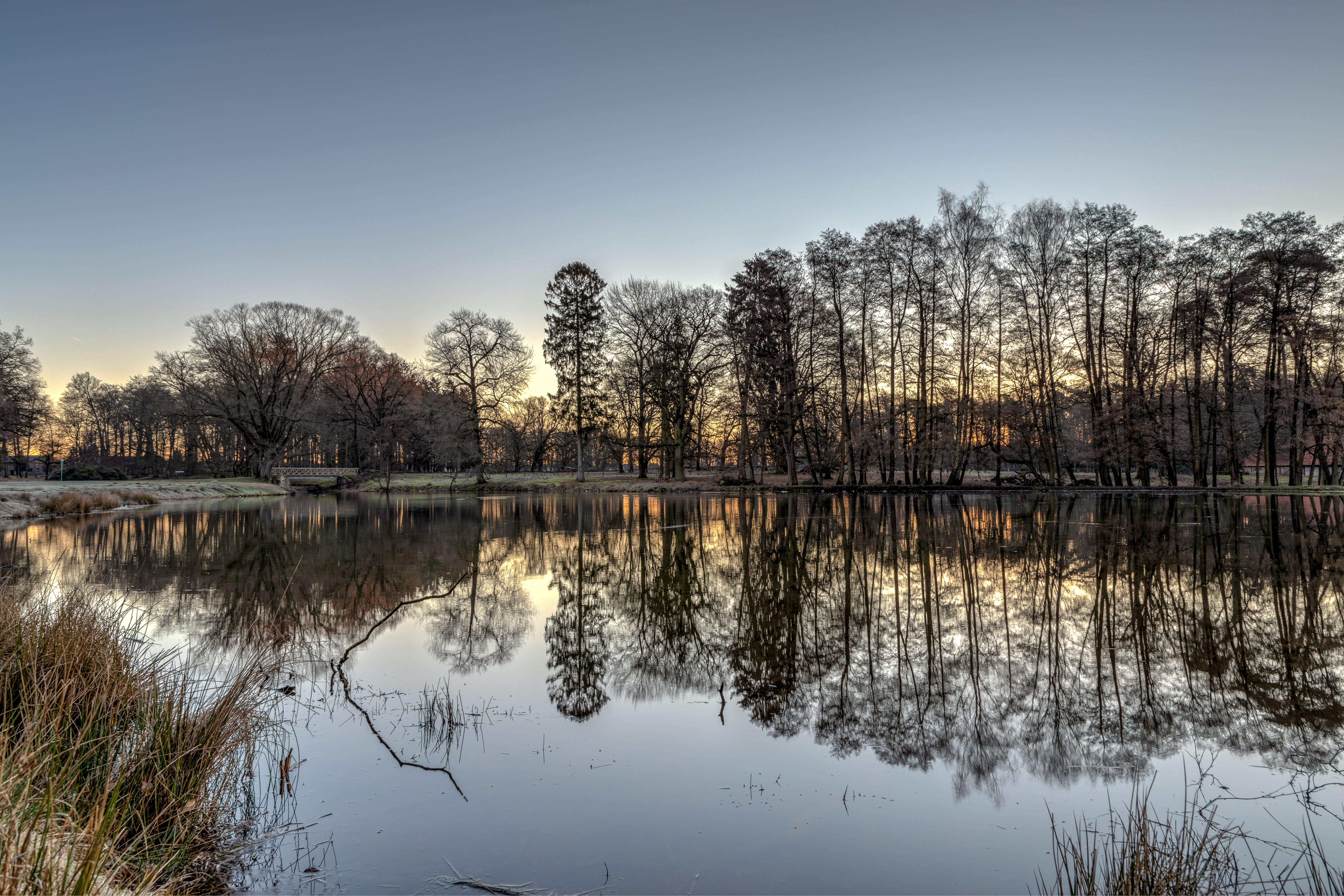
En février.
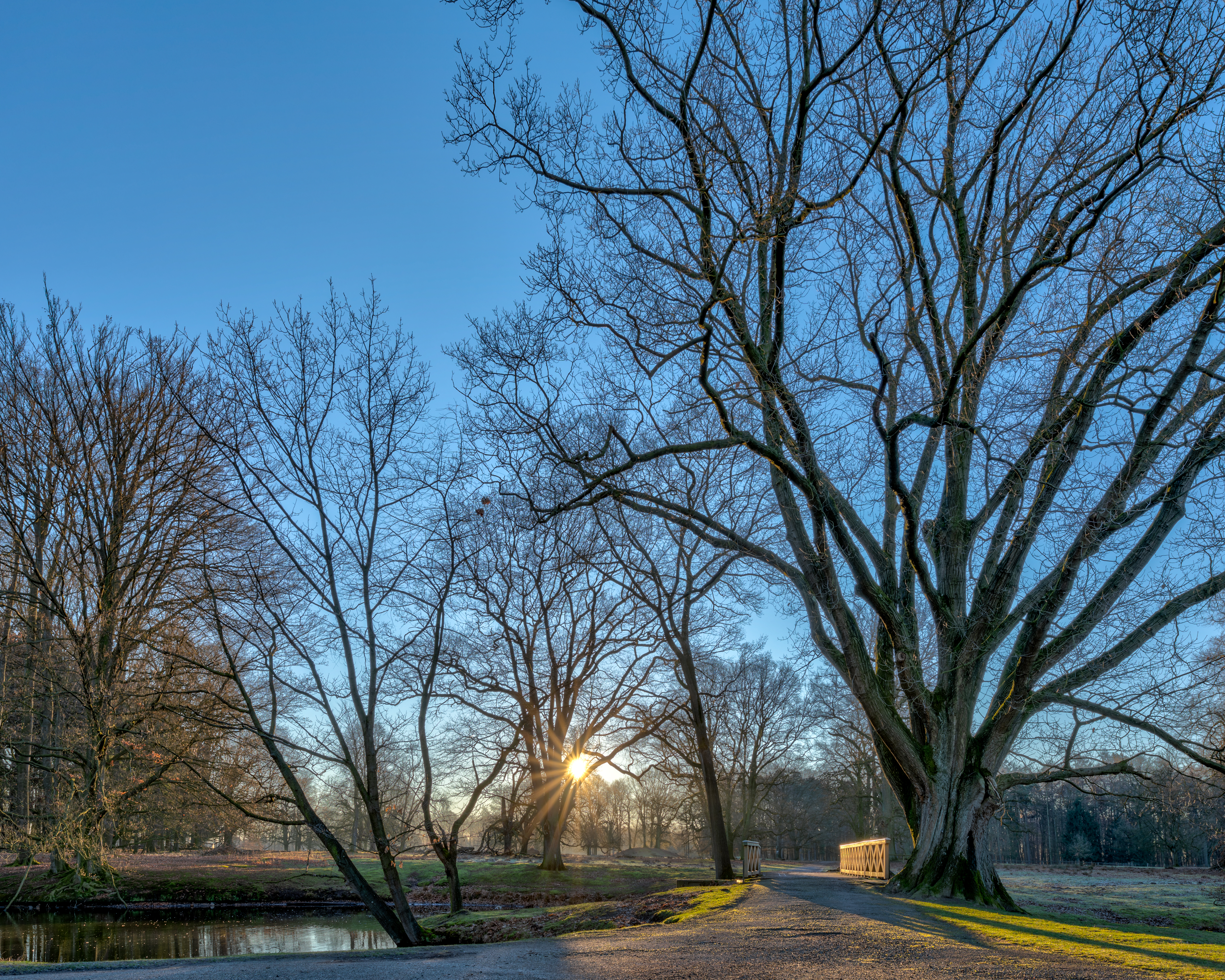
En février.